# Rudolf Franke (Grafiker, 1925)
Rudolf Franke (* 17. Mai 1925 in Erfurt; † 6. Oktober 2002 ebenda) war ein deutscher Grafiker und Kunstsammler.

## Leben und Werk
Rudolf Franke studierte von 1946 bis 1949 an der Landesschule für angewandte Kunst in Erfurt und extern bei Franz Markau sowie von 1950 bis 1951 am Institut für Kunsterziehung in Erfurt. Von 1951 bis 1960 arbeitete er als Kunsterzieher in Gotha und Erfurt und von 1960 bis 1990 lehrte er Grafik an der Pädagogischen Hochschule Erfurt. Eine seiner Schülerinnen war Christina Simon. Von 1964 bis 1969 absolvierte Franke ein externes Studium an der Hochschule für Grafik und Buchkunst in Leipzig, das er als Diplom-Grafiker abschloss.

### Franke als Grafiker
Seit Ende der 40er Jahre beschäftigte Franke sich mit dem Linolschnitt, vor allem dem Mehrfarbenlinolschnitt, den er zum Teil mit Tusche, Farbe und Pinsel übermalte, wobei er ständig seine technologischen Fertigkeiten und künstlerischen Ausdrucksmöglichkeiten verfeinerte.
Mit seiner Frau Ilse (1925–2021) hielt er sich im Sommer mehrfach auf dem Fischland auf, wo sie Kontakte zu den dort ansässigen Künstlern pflegten. Mit Erich Theodor Holtz und Hedwig Holtz-Sommer verband sie eine tiefe Freundschaft. Eng befreundet war Franke u. a. auch mit Gerhard Altenbourg.
Franke war Mitglied des Verbands Bildender Künstler der DDR. Er hatte eine bedeutende Anzahl von Einzelausstellungen und Ausstellungsbeteiligungen.
Werke Frankes befinden sich u. a. im Kunstmuseum Ahrenshoop.

### Franke als Kunstsammler
Franke war ein ambitionierter Kunstsammler. Schon als Jugendlicher hatte er begonnen, Druckgrafik des Expressionismus zu sammeln. Er baute eine der umfangreichsten und profiliertesten Privatsammlungen moderner Druckgrafik und Handzeichnungen in der DDR auf. Diese ging 2004 mit 14.000 Werken als „Schenkung Rudolf und Ilse Franke“ in die Grafische Sammlung des Angermuseums Erfurt. Sie enthält u. a. Werk von Josef Albers, Max Beckmann, Lovis Corinth, Otto Dix, Lyonel Feininger, HAP Grieshaber, Erich Heckel, Paul Klee, Alfred Kubin, Max Pechstein und Pablo Picasso sowie nonkonformen Künstlern der DDR.
Als Gründungsmitglied gehörte Franke von 1963 bis zu deren Ende 1974, u. a. mit den Alfred Traugott Mörstedt, Waldo Dörsch und Helmut Senf, zu den Organisatoren der Erfurter Ateliergemeinschaft. Dieser Zusammenschluss von Künstlern und Sammlern veranstaltete abseits des offiziellen Kulturbetriebs 45 Ausstellungen mit avantgardistischer Kunst und edierte zehn grafische Mappenwerke.

## Rezeption
„So gelangte er vom Einfarbenschnitt zu bemerkenswerten Drucken mit zwölf und mehr Platten, zu Monodrucken als stimmungsvolle farbige Décalcomanien mit malerischen Weiterführungen. Am Ende geriet ihm, der jedes Blatt selbst druckte, auch jedes Motiv zu besonderem Kabinettstück und ästhetischem Unikat mit sowohl im Detail als auch im Ganzen streng durchkalkulierter Komposition.“
Maren Kratschmer-Kroneck (bis 1921 Leiterin der Saale-Galerie Saalfeld)

## Postume Ausstellungen
- 2013: Erfurt, Benary-Speicher (Linolschnitte von Rudolf Franke und Christina Simon")[1]
- 2015: Ahrenshoop, Kunstkaten („Rudolf Franke und die Erfurter Ateliergemeinschaft“)